# Pontus Andreasson
Pontus Hugo Andreasson, född 24 augusti 1998 i Munkedal, är en svensk professionell ishockeyspelare (forward) som spelar för Luleå HF i Svenska Hockeyligan.
Säsongen 2021/2022 spelade Pontus för Luleå HF och gjorde 51 poäng (26 mål + 25 assist) på 65 matcher (grundserie + slutspel). Samma säsong vann han SM-silver med Luleå HF.
Säsongen 2021/2022 gjorde Pontus 48 poäng (18 mål + 30 assist) för Luleå HF. Den säsongen vann han SM-guld med Luleå HF.